# う段
是指日語五十音圖中由上而下的第三列（第三段）。中所有的假名發音均含有閉後壓縮圓唇元音/ɯᵝ/，包括、和等九個假名。
現代日語中，所有動詞原形的結尾皆是在。

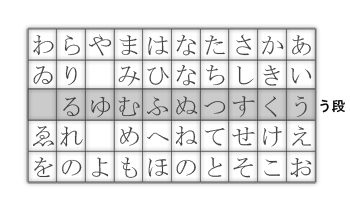
う段在五十音圖中的位置。

 -  -  -  - 